# センターヴィル軍用鉄道

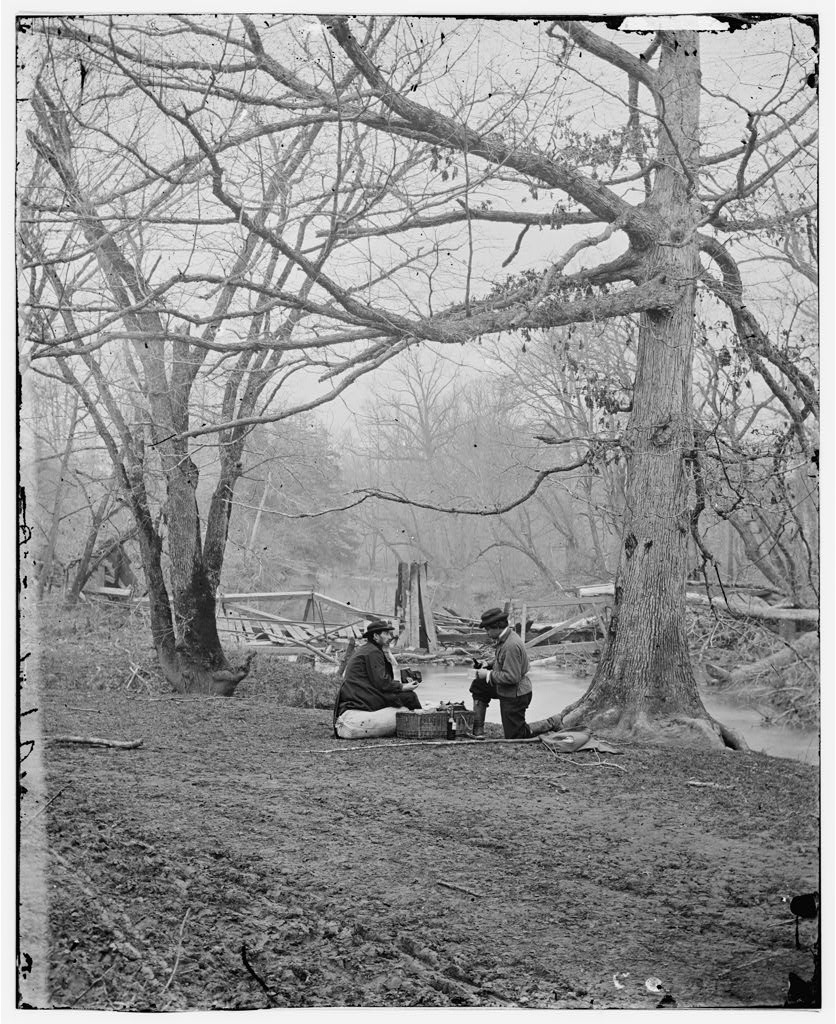
1862年3月11日に破壊された、センターヴィル軍用鉄道ブルラン川のトレッスル橋。落下した線路とトレッスル（構脚）が見える

センターヴィル軍用鉄道（Centreville Military Railroad）は、アメリカ南北戦争時代の1861年11月から1862年2月にかけて、南軍によって建設された世界最初の軍事専用鉄道である。
センターヴィル軍用鉄道は、マナサス・ジャンクション（現在のマナサス）東側のオレンジ・アンド・アレクサンドリア鉄道からブルラン川（Bull Run）を渡ってセンターヴィル台地の南側まで敷設された全長5.5マイルの分岐線であり、最終的には現在の国道29号線とバージニア州道28号線の交差点付近まで延長された。

## 背景

### センターヴィル野営地
1861年7月の第一次ブルランの戦いで勝利した後、南軍のジョセフ・ジョンストン大将（1861年8月に昇進）は数に勝る北軍に対峙していたが、彼のポトマック軍（後の北バージニア軍）はバージニア州フェアファックス郡（Fairfax County）中央部を横切るようにマイナーズ・ヒル、フリント・ヒル、ポヒック、アコティンク、アナンデール、マンソンズ・ヒル、メイソンズ・ヒルにかけて薄く引き伸ばされていた。より良い防御体制を取るために、彼は部隊をリトルロッキーラン川とブルラン川の間の高地であるフェアファックス郡西端のセンターヴィル台地に集中させたが、補給拠点は後方のプリンスウィリアム郡の鉄道分岐点であるマナサス・ジャンクションに置いていた。センターヴィル台地はマナサス・ジャンクションの北方6マイルに位置していた。南軍は入り組んだ基地や軍事拠点を連結させており、南軍騎兵隊と先行警戒部隊と哨戒部隊がフェアファックス郡庁舎付近までコントロール下においていた。ポトマック軍は強力な砦で防御されたセンターヴィル（Centreville）で冬営に入った。10月になって雨が降り始めると、前線の40,000人の南軍将兵に対する補給は悪化してきたため、より多くの兵士をセンターヴィルに撤退させた。後方では、マナサス・ジャンクションに補給倉庫が建設された。プリンスウィリアム郡とフォークィア郡（Fauquier County）の間にあるサラフェア渓谷（Thoroughfare Gap）のチャップマン・ミルも補給デポとしての役割を果たした。そこには100万ポンドを超える肉類が保管され、1861年から62年にかけて、ポトマック軍に食料を供給した。

### 補給の問題
冬が訪れると、マナサス・ジャンクションから物資を輸送する荷車が通るセンターヴィル・ロード（現在のオールド・センターヴィル・ロード）は泥沼と化した。この問題を解決するために、1861年10月19日までにセンターヴィル・ロードに厚板が敷かれたが、上手くはいかなかった。11月始めまでに、補給担当士官のアルバート・マール（Albert Marle）少佐は、荷車を引く牛が飼い葉を大量に消費しており、このような状況で十分な補給を行うのは現実的でないことを発見した。

## 鉄道の建設
ぬかるんだセンターヴィル・ロードを牛に荷車を引かせる代わりに、予備および鹵獲した資材を利用して鉄道を建設するという考えが現実的な案として浮上した。しかしながら、1861年11月7日、オレンジ・アンド・アレクサンドリア鉄道は、この新しい鉄道敷設のために会社が保有するレールを使用することを拒否した。このため、トーマス・シャープ大尉の命令により、北西に直線距離で60マイルほど離れたウィンチェスターに保管されていたボルチモア・アンド・オハイオ鉄道のレールを使用することとされた。レールはウィンチェスターからストラズバーグ（Strasburg）までの20マイルは荷車で、ストラズバーグからマナサス・ジャンクションまでの60マイルはマナサスギャップ鉄道で運ばれた。1861年の時点で南軍が鹵獲していたボルチモア・アンド・オハイオ鉄道の資材を利用したことは当然のことであった。アラバマ第9歩兵連隊のマクレラン二等兵は、11月23日の日記に「6マイルの鉄道敷設のために、5万人が1日6時間働いており兵営で働く時間が無い」と記している。11月30日の新聞には、計画した線路の完成には2ヶ月がかかるだろうとの記事が掲載されている。
建設は12月にオレンジ・アンド・アレクサンドリア鉄道のマナサス・ジャンクションから開始された。12月14日の新聞記事では、この新しい路線は完全に調査・平坦化され、マナサス・ジャンクションからブルラン川まで4マイル、さらにそこから2マイル延びて軍の背後にまで達するとされている。1862年1月7日にセンターヴィルから逃げ出した第6ルイジアナ歩兵連隊の脱走兵は、300人が鉄道計画のために働いていると証言している。ピンカートン探偵社（当時リンカーンの身辺警護や軍の請負を行っていた）は1862年1月27日に、この脱走兵の証言を元に、鉄道建設が進捗していることを確認している。
1862年2月5日の時点ではまだ建設は継続しており、2月の第1週には、鉄道はまだ完成していなかったと思われるが、2月17日には運用が開始された。

## 設計
線路はセンターヴィル・ロードの西側に沿って敷設され、引き伸ばしたS字のような形状となった。マナサス・ジャンクションからリベリア・プランテーションを通過し、4マイル地点で新たにブルラン川に建設されたトレッスル橋をわたり、さらに1.5マイル北上したマートフ農場の平坦地が終点となった。軌間はオレンジ・アンド・アレクサンドリア鉄道およびその支線マナサスギャップ鉄道と同じ4フィート8インチ1⁄2（1,435 mm、標準軌）であったと思われる。またボルチモア・アンド・オハイオ鉄道から調達した平底レール（Flanged T rail）が使用された。建設期間を短縮するために、排水やレールの安定のためのバラスト軌道は採用されず、また枕木の間隔は通常の倍とされた。

## 運用
オレンジ・アンド・アレクサンドリア鉄道の列車がマナサス・ジャンクションから引き入れられ、1862年2月の第2週から、北軍が南方に撤退した同年3月11日までの1ヶ月弱、センターヴィル軍用鉄道は運用された。

### 補給活動の開始
線路は軍への軽量の補給物資の運搬のみを目的とした軽便鉄道として設計されており、負傷兵など重量物を輸送する際に問題が生じた。当初使われた蒸気機関車は重量物の輸送には非力に過ぎ、負傷兵を積み込んだ貨物車を牽引できなかった。このためジョンストンは負傷兵の運搬に鉄道を使用することを禁じた。後に、より強力な機関車が使用可能となったため、ジョンストンは負傷兵を90マイル南方のシャーロッツビルにある南軍の大病院に輸送することを認めた。オレンジ・アンド・アレクサンドリア鉄道はこのジョンストンの決断に賛成しなかったが、ジョンストンはバーバー中佐に命じてシャーロッツビルまで負傷兵を輸送を実行させた。
1862年3月1日、バーバーはトーマス・シャープ大尉に命じて、運搬物の種類別（負傷兵、女性、補給物資、その他の荷物）に列車運行を調整させ、また毎日の報告を行わせた。

### 北軍の反応
北軍の兵士たちは、離れた場所からではあるが、土木工事が行われていることを見ており、鉄道が完成するとセンターヴィルはほとんど難攻不落になるのではと信じるようになった。第一次ブルランの戦いで敗北したアービン・マクドウェル少将に代わって、ジョージ・マクレラン少将が北軍の司令官となっていた。マクレランはアメリカ連合国の首都リッチモンド攻略の責任を負っていたが、ブルラン川に沿った南軍の防衛ラインは強力すぎると考えた。このため、マクレランはブルランの南軍への攻撃を行わず、北軍の兵士を船で輸送し、海側からリッチモンドに達する経路を使うこととした（半島方面作戦）。

### 終焉
センターヴィル軍用鉄道が利用された期間は極めて短かった。マクレラン少将の動きに対応するため、1862年3月9日、ジョンストン大将はセンターヴィル高地の防衛陣地を放棄し、ラッパハノック川（Rappahannock River）の南への移動を命令した。この移動によって、マクレランが当初の計画していたラッパハノック川の河口付近への上陸は不可能となり、代わりに北軍が確保しているバージニア半島南端のモンロー砦に上陸し、そこから半島を遡り、ウィリアムズバーグを通過してリッチモンドに至るという計画に変更された。
3月11日、南軍は撤退を完了した。線路は可能な限り破壊したが、レールの多くは残したままであった。ブルラン川のトレッスル橋は破壊された。同日に北軍がセンターヴィルに入った。残ったレールは引き剥がされ、バージニア州内各所の線路の補修に使用するという決定が、一旦はなされた。

## その後
1862年4月30日、資材の元の所有者であるボルチモア・アンド・オハイオ鉄道は、センターヴィル軍用鉄道の調査に出向き、5月7日には遺棄された資材の回収を試みた。ボルチモア・アンド・オハイオ鉄道のレールには刻印がされているため容易に判別が可能であり、実際にストーンウォール・ジャクソン大佐のボルチモア・アンド・オハイオ鉄道襲撃（Great Train Raid of 1861）の際にヴァージニアの民兵と南軍が鹵獲したたものであった。しかしながら5月20日、北軍の補給担当士官は、保管されていた分も含めて、センターヴィル軍用鉄道に使われたレールは北軍の他の鉄道計画のために使用すると決定した。翌日、ボルチモア・アンド・オハイオ鉄道の社長であるジョン・ギャレット（John W. Garrett）は、北軍がマナサスギャップ鉄道を補修しシェナンドー渓谷のナサニエル・バンクス少将への補給を容易にする計画であることを知り、これに対する抗議の手紙を送っている。
5月24日、ボルチモア・アンド・オハイオ鉄道は資材に関する詳細な報告書を提出した。6月7日、北軍は資材は返却せず、必要な場所で使うとの再度返答した。6月9日、ギャレットはボルチモア・アンド・オハイオ鉄道を修復するほうが、北軍全体のためにもより重要であると再反論した。最終的にはこのギャレットの要求が受け入れられ、7月末にはセンターヴィル軍用鉄道のレールは、全て元の所有者であるボルチモア・アンド・オハイオ鉄道に返却された。
「レールが取り外されると、世界初の軍事専用鉄道の跡は草木によってすぐに消失した。ごく一部を除いて、その存在はほとんど忘れ去られた。」

## 参考資料
- Candenquist, Arthur, The Great Train Robbery - or The Confederates Gather Steam, Winchester, Virginia, CWEA, August 2008, 17-page pamphlet for historical field tours through the Civil War Education Association
- Hanson, Joseph Mills, Bull Run Remembers: The History, Traditions, and Landmarks of the Manassas (Bull Run) Campaign Before Washington, 1861-1862, National Capitol Publishers, Inc., 1957 ISBN B0007DRPR6
- Johnston II, Angus James, Virginia Railroads in the Civil War, University of North Carolina Press for the Virginia Historical Society, 1961.
- Netherton, Ross D., In the Path of History: Virginia between the Rappahannock and the Potomac, Ruth Preston Rose, 1986. ISBN 0-914927-46-9